# Clean air

Le phénomène clean air (« air propre ») est, dans une course automobile et principalement lors des courses de NASCAR (National Association for Stock Car Auto Racing), l'absence de turbulences aérodynamiques sur la voiture en tête de la course, la rendant plus efficace.
En effet, chaque voiture crée à son passage une percée dans l'air. Sa vitesse, sa position sur le circuit (ligne droite, virage...), l'état de sa carrosserie (elle peut être déformée à la suite d'un choc), sa trajectoire mais aussi les conditions climatiques seront autant de facteurs influençant le sillon aérodynamique laissé derrière elle par la voiture. Le véhicule suivant heurtera donc l'air chargé de flux d'air, les frottements aérodynamiques engendrés le ralentissant et le rendant sensiblement moins performant.
L'absence de ces perturbations considérées par opposition comme une « pollution » aérodynamique permet donc une pénétration dans l'air optimale. Grâce au clean air, les propriétés aérodynamiques de la voiture sont exploitées au mieux et le moteur est parfaitement alimenté en air frais. Ces deux facteurs réunis permettent au leader de la course de s'assurer une avance confortable aussi longtemps qu'il conservera sa position.

## Illustrations
Dimanche 26 juillet 2009, pendant la course du Allstate 400 sur le circuit Indianapolis Motor Speedway, aucun des pilotes ayant été leader n'a été dépassé sur l'ovale, le clean air leur conférant une avance sur laquelle personne ne parvint à revenir (Juan Pablo Montoya garda la pole position 116 tours durant avant de subir une pénalité et de devoir repasser par les stands).